# Ventsislav Bengyuzov
Ventsislav Bengyuzov (tiếng Bulgaria: Венцислав Бенгюзов; sinh ngày 22 tháng 1 năm 1991) là một cầu thủ bóng đá Bulgaria hiện tại thi đấu ở vị trí tiền vệ.
Anh trước đây từng thi đấu cho Litex Lovech, Brestnik 1948, Pirin Blagoevgrad, Vidima-Rakovski, Bansko và Vereya.